# Kalbskopf

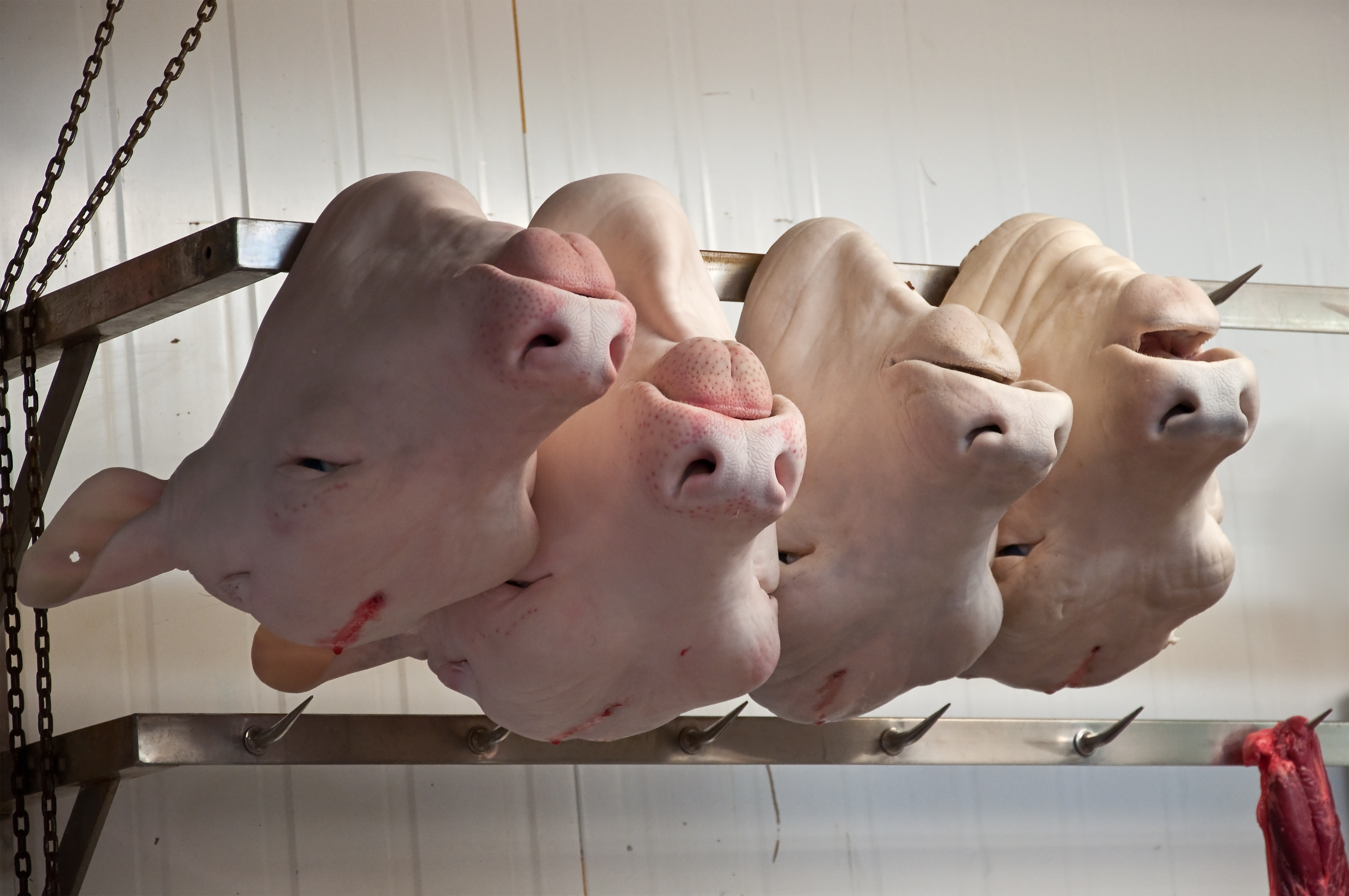
Kalbsköpfe.

Kalbskopf (niederländisch [de] kalfskop, Pl. [de] kalfskoppen, französisch [la] tête de veau, Pl. [les] têtes de veau, italienisch [la] testina di vitèllo, Pl. [le] testine di vitèllo) wird im Ganzen, halbiert oder heute meist entbeint und von Haut, Augen und Nase befreit zubereitet. Verwendet werden vor allem das stark durchwachsene Muskelfleisch der Wangen (Kalbsbacken) sowie Zunge und Hirn.
Zur Vorbereitung wird der Kalbskopf in der Regel entbeint und durch Wässern von Blutresten befreit, in kochendem Wasser gebrüht, mit Zitronensaft eingerieben und in gesalzenem Mehlwasser gegart. Hirn und Zunge werden zu Anfang beiseitegelegt und separat zubereitet. Je nach Rezept wird das zugeschnittene Fleisch anschließend mit weiteren Zutaten gedünstet, geschmort oder im Backteig bzw. paniert gebacken. Hirn und Zunge werden gegebenenfalls mit dem Fleisch serviert.
Das Gericht findet man häufig in der deutschen, französischen, belgischen, schweizerischen und italienischen Küche.

## Gerichte, die mit Kalbskopf zubereitet werden
- Münchner Weißwurst